# Värska kommun
Värska vald är en kommun i Estland.   Den ligger i landskapet Põlvamaa, i den sydöstra delen av landet, 240 km sydost om huvudstaden Tallinn. Antalet invånare är 1 344. Arean är 188 kvadratkilometer.
Terrängen i Värska vald är platt.
Följande samhällen finns i Värska vald:
- Värska
- Väike-Rõsna